# Rudolf II van Eu
Rudolf II van Eu ook gekend als Rudolf II van Lusignan (circa 1200 - 1 september 1246) was van 1219 tot aan zijn dood heer van Issoudun en graaf van Eu en Guînes.

## Levensloop
Rudolf II was de zoon van Rudolf I van Lusignan en gravin Adelheid van Eu. Na de dood van zijn vader in 1219 werd Rudolf heer van Issoudun en graaf van Eu en Guînes. 
In 1222 huwde Rudolf II met Johanna van Bourgondië (1200-1223), dochter van hertog Odo III van Bourgondië. Het huwelijk bleef echter kinderloos. Na de dood van Johanna hertrouwde hij met Yolande van Dreux (1196-1239). Ze kregen een dochter:
- Maria (1223-1260), gravin van Eu, huwde rond 1249 met Alfons van Brienne

Na de dood van zijn tweede vrouw huwde Rudolf met Philippa van Danmartin. Dit huwelijk bleef net als zijn eerste huwelijk kinderloos. In 1246 stierf graaf Rudolf II van Eu, waarna hij werd bijgezet in de Abdij van Foucarmont.